# پیر سژ
پیر سژ (فرانسوی: Pierre Sage‎؛ زادهٔ ۵ مهٔ ۱۹۷۹) بازیکن سابق و مربی فوتبال اهل فرانسه است.